# Socjalizm w Kanadzie

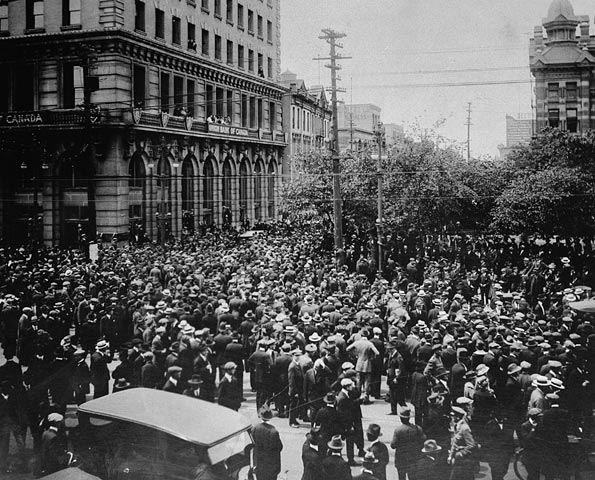
Protestujący w czasie strajku generalnego w 1919 roku

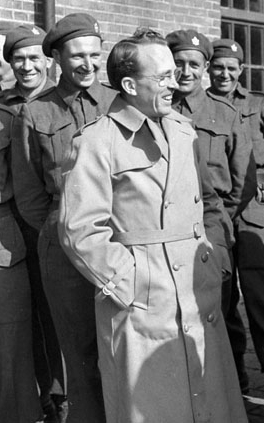
Tommy Cropped lider CCF w latach 1944-1961

Socjalizm demokratyczny i socjaldemokracja zaliczane są obok liberalizmu i konserwatyzmu do głównych ruchów politycznych Kanady.

## Okres radykalizmu
Ruch socjalistyczny w Kanadzie narodził się w zachodniej części kraju. Rozwój kanadyjskiego socjalizmu nastąpił w okresie strajku generalnego w 1919 roku i w okresie Wielkiego Kryzysu (1929-1939). Pierwszą lewicową partią w kraju była Socjalistyczna Partia Kanady, założona w 1904 roku, a rozwiązana w 1924 roku.
W czasie Wielkiego Kryzysu, nastąpił duży wzrost popularności dla jednej z najbardziej radykalnych partii krajowych – Komunistycznej Partii Kanady. Komuniści stali się wiodącą siłą w ruchu związkowym i zdobyli w tym okresie pierwszy mandat poselski, który uzyskał Fred Rose. Komunistyczna Partia Kanady została założona w Guelph (Ontario) w 1921 roku przez grupę działaczy marksistowskich na czele z Williamem Moriarty. W pierwszych latach swojego istnienia, członkowie partii podlegali represjom ze strony rządu, a organizacja nie była zbyt liczna. Ruch komunistyczny zdobył rozgłos w 1935 roku, gdy działacze komunistyczni zorganizowali wielki marsz bezrobotnych znany jako "On-to-Ottawa Trek" oraz organizując akcję na rzecz uwolnienia więźniów politycznych. Marsz w kierunku stolicy kraju, Ottawy, nie powiódł się jednak i zakończył się zamieszkami w dniu 1 lipca 1935 roku. W tym okresie 11 448 kanadyjskich wolontariuszy wywodzących się z organizacji lewicowych wzięło udział w hiszpańskiej wojnie domowej.
Kanadyjscy wolontariusze utworzyli kontyngent nazwany "Batalionem Mackenzie-Papineau", batalion wszedł w skład struktur Brygad Międzynarodowych (koalicji wolontariuszów z wielu państw świata). Żołnierze walczyli w obronie legalnie wybranego lewicowego rządu II Republiki Hiszpańskiej przeciwko rebelii wojskowej, na czele której stał generał Francisco Franco. "Mac-Paps" została wycofana z frontu w 1938 roku przez premiera Juana Negrina. Z 1500 Kanadyjczyków wiadomo, że poległo 721. Najsłynniejszym żołnierzem kanadyjskim Brygad był doktor Norman Bethune, chirurg, który wynalazł pierwszą na świecie mobilną jednostkę medyczną. Bethune zginął później w czasie II wojny chińsko-japońskiej, walcząc w oddziałach chińskich.
Pod koniec II wojny światowej, Partia Komunistyczna zaczęła tracić impet. Jej jedyny przedstawiciel w parlamencie, Fred Rose, został oskarżony o szpiegostwo i aresztowany na cztery lata.

## CCF i narodziny demokratycznego socjalizmu
Powstała we wczesnych latach 20. XX wieku Federacja Wspólnot Spółdzielczych z czasem stała się jedną z najbardziej wpływowych partii socjalistycznych w Kanadzie. Ideologia partii oscylowała wokół socjalizmu demokratycznego i chrześcijańskiej lewicy.
CCF od okresu powstania zyskała wpływy w wielu związkach zawodowych. W 1944 roku Tommy Douglas, kandydat partii został wybrany do parlamentu z okręgu Saskatchewan. Douglas pozostawał reprezentantem partii w parlamencie aż do 1961 roku. Do dziś partia pozostała kluczową siłą w polityce prowincji. Federacja zyskała swoich przedstawicieli w czasie wyborów w 1941 roku w Kolumbii Brytyjskiej i w Ontario w 1943 roku. Na szczeblu federalnym, sondaże wskazywały na duży wzrost poparcia dla CCF. Powszechnie uważa się, że liberalny premier William Lyon Mackenzie King dzięki wsparciu ze strony CCF mógł wprowadzić w Kanadzie zalążki państwa opiekuńczego, które następnie rozbudowywane było przez gabinety socjalistyczne.
CCF i wczesny ruch demokratyczno-socjalistyczny w Kanadzie postrzegany jest przez niektórych politologów (np. Gad Horowitz), jako w głównej mierze chrześcijański.
W 1961 roku CCF razem z Niezależną Partią Pracy utworzyła Nową Partię Demokratyczną (NDP). NDP jest jednak obecnie bardziej umiarkowana i socjaldemokratyczna niż jej poprzednik, CCF. Manifest Regina (1933) wzywał do zniesienia kapitalizmu, natomiast NPD chce tylko zreformować system kapitalistyczny. Nowa Partia Demokratyczna Kanady dąży do budowy publicznej opieki zdrowotnej, powszechnych emerytur, umacniania praw człowieka i rozwoju modelu bezpieczeństwa socjalnego obywateli. W przeszłości NPD utworzyła rządy w prowincjach takich jak Kolumbia Brytyjska, Jukon, Saskatchewan, Manitoba, Ontario i Nowa Szkocja. Obecnie NPD sprawuje rządy w Manitoba i Nowej Szkocji, sama partia jest drugą co do wielkości na szczeblu federalnym. Partia w przeszłości miała silny wpływ na rządy mniejszościowe, w szczególności liberalny rząd premiera Pierre'a Trudeau (1972-1974), gdy socjaldemokratom udało się zmusić go do utworzenia państwowego koncernu naftowego, "Petro Kanada".
Obecnie najsilniejszą partią w Quebec pozostaje socjalistyczna Parti québécois.

## Radykalny socjalizm współcześnie
Wielu socjalistów w Kanadzie próbuje zorganizować nowe ruchy polityczne poza ramami parlamentu. Grupy te są zazwyczaj bardziej radykalne niż CCF czy późniejsze NPD.
Największymi radykalnie socjalistycznymi organizacjami w Kanadzie są "International Socialists", "New Socialist Group", "Communist League", "Autonomy & Solidarity", i "London Project for a Participatory Society".